# موتیا
موتیا (ایتالیایی: Motya) یک شهر باستانی و قدرتمند در جزیره سان پانتالئو در غرب ساحل سیسیل بود. امروزه این شهر در کومونه مارسالا در ایتالیا قرار دارد.
بسیاری از بناهای برجسته باستانی شهر امروزه کاوش شدند.